# Xorides cincticornis
Xorides cincticornis är en stekelart som först beskrevs av Cresson 1865.  Xorides cincticornis ingår i släktet Xorides och familjen brokparasitsteklar. Utöver nominatformen finns också underarten X. c. rufus.